# Flugzeugbau Kiel
Flugzeugbau Kiel GmbH és una empresa alemanya que es dedica a la construcció d'aeronaus. Va ser fundada el 1933 com a part dels programes de rearmament secret coneguts com Schattenwerk-Programms. Per obtindre la qualificació del Ministeri de l'Aire del Tercer Reich (Reichsluftfahrtministerium o RLM) com a constructora d'aeronaus, Flugzeugbau Kiel GmbH va haver de dissenyar i construir un monoplaça, cosa que va donar lloc al Flugzeugbau Kiel Fk 166. No obstant, posteriorment la planta va abandonar els seus propis desenvolupaments i es va convertir en un proveïdor de peces per a la resta de la indústria de l'aviació.
Flugzeugbau Kiel GmbH va ser propietat de Sachsenberg-Werke i després fou assumida per Dornier. Actualment, l'empresa està situada a la ciutat de Kiel, a la regió de Schleswig-Holstein, a Alemanya, i treballa amb diferents clients d'arreu del món. Flugzeugbau Kiel GmbH és una societat limitada de responsabilitat limitada, el que significa que els socis de l'empresa només són responsables dels deutes de l'empresa fins a la quantitat de capital que hagin aportat.